# ريناي أيريس
ريناي أيريس (بالإنجليزية: Renae Ayris)‏ (ولدت في 17 سبتمبر 1990) عارضة أزياء وراقصة أسترالية، وحاملة لقب ملكة جمال سابقة بعدما توجت بمسابقة ملكة جمال أستراليا 2012,  ومثلت أستراليا في مسابقة ملكة جمال الكون 2012, وحلت في مركز الوصيف الثالثة في مسابقة.

## روابط خارجية
- موقع ريناي أيريس الرسمي
- ريناي أيريس على تويتر
- موقع ملكة جمال الكون أستراليا الرسمي
- Renae موقع عرض زياء أيريس